# Делебио
Делѐбио (на италиански: Delebio, на западноломбардски: Delèbi, Делеби) е малко градче и община в Северна Италия, провинция Сондрио, регион Ломбардия. Разположено е на 218 m надморска височина. Населението на общината е 3215 души (към 2010 г.).